# Де зло мешкає
«Де зло мешкає» (англ. Where the evil dwells) — фентезійний роман американського письменника Кліффорда Сімака, написаний у 1982 році. Використовується ідея паралельної Землі, де діє магія.

## Світ
Історія Землі відрізняється тим, що Римська імперія не розвалилася у четвертому столітті на Західну та Східну, а залишилася єдиною. Рим — столиця Імперії і столиця християнської церкви. Імперію контролюють розквартовані всюди легіони.
Імперію від розвалу врятувало «своєчасне» нашестя Нечисті, яку підпирали орди варварів зі сходу та півночі. Нечисть — це феї, ельфи, домовики, дракони, велетні-людожери, тролі, гарпії, упирі. Під загрозою вторгнення Нечисті, Риму довелося забути про внутрішні протиріччя, і зосередити сили на відбитті загрози.
Крім Нечисті згадуються ще Древні. Легенди свідчать, що вони з'явилися на Землі раніше від Нечисті, «спустившись із зірок». Древні, зазвичай сплять, набираючись сил, щоб знищити все на Землі. Нечисть заволоділа деякими вміннями Древніх. Тому Древні ненавидять Нечисть. Іноді дехто з Древніх на прокидається, і тоді Нечисті доводиться несолодко.

## Сюжет
Молодий лорд Чарльз Харкорт живе в замку свого діда недалеко від річки. По той бік річки знаходяться так звані «Покинуті Землі». У давні часи там жили люди, але з приходом Нечисті майже всі люди або покинули ці землі, або були вбиті.
Одного разу дядько Харкорта після довгої і небезпечної подорожі «Покинутими Землями» повертається в замок і розповідає про якусь призму, що знаходиться в самому серці цих земель. Згідно з легендою, в цій призмі знаходиться дух, який здатний знищити всю Нечисть.
Харкорт тоді вирішує вирушити в ці землі на пошуки призми. Дядько схвалює його рішення, але каже Харкорту, що самому йому не впоратися. Великим загоном теж не можна вирушати, бо він буде помічений Нечистю. Зібравши загін із чотирьох людей, включно з ним самим, Харкорт вирушає на пошуки. Їхнє головне завдання — залишитися непоміченими, однак не все йде за планом.

## Персонажі
- Чарльз Харкорт — лорд, власник земель та замку. На момент сюжету йому 27 років. Сім років тому під час нашестя Нечисті, хоробро бився з нею на стінах замку. Його мати Маргарет, родом із Південної Галлії, вийшла заміж за лорда Харкорта, і переїхала до родового замку Харкортів. Коли Чарлзу ледве виповнилося рік, його батько загинув на полюванні. Після загибелі чоловіка Маргарет викликала з Галлії свого батька, діда Чарльза, та свого брата Рауля, його дядька. Прибувши до замку, дід привіз із собою Шишкуватого.
- Шишкуватий — гуманоїд. Його ім'я Аларіх. Заявляє, що є представником стародавньої раси. Ходить у пов'язці на стегнах. Фактично і нянька, і вихователь, і охоронець Чарльза. У нього горбисте тіло, криві ноги, шиї немає взагалі, а голова росте звідкись із грудей.
- Аббат Гай — чернець із місцевого абатства. Високий чоловік, з гулким басом, поголеною тонзурою, густою чорною бородою. Вже сім років, як під час навали Нечисті, загинув настоятель абатства, Гаю довелося виконувати його обов'язки. Розповів Чарльзу про два кришталеві призми. Одна, невелика призма, зберігалася в абатстві, а друга, більше, знаходиться десь у Покинутих землях. У другій призмі, виготовленій чарівником і чаклуном Лазандрою, нібито утримується дух якогось святого.
- Іоланда — сирота, живе у мірошника. З'явилася в селі семирічною, прийшовши з Покинутих земель. Худе виснажене обличчя з волошковими очима. Руки сильні та загрубілі від постійної фізичної праці. Їїє захоплення — вирізання з дерева, найчастіше це статуетки святих для абатства.
- Децим Аполлінарій Валентуріан — командир маніпули. Вирушив у Покинуті землі на розвідку зі своїми бійцями у складі когорти.
- Жан — мірошник. Прийомний батько Іоланди. Кульгає в результаті рани, отриманої в битві, коли Нечисть штурмувала замок Харкорт.
- Коробейник — старий дідок, що прийняв загін на ночівлю. Називає себе Андре. Одягнений у овчину, подерті штани до колін, ходить босоніж. Стверджує, що торгує всілякими дрібничками. Подарував Іоланді гарну морську раковину, в якій «шумить море». Насправді дідок виявився могутнім чаклуном, а раковина — засобом зв'язку, через який чаклун підказував дівчині, куди йти і чого побоюватися. Чарльз не може змусити себе довіряти йому, хоча дідок тричі рятував загін від повного знищення.
- Агард — велетень-людожер з Покинутих земель. Високий, товстий, тіло вкрите темною, з сивиною, шерстю. З пащі стирчать ікла. Ліва кисть відсутня. Зізнався, що руку втратив у битві під час облоги замку Харкорт. Попередив загін Чарлза, щоб ті не йшли до маєтку, де, як припускав Рауль, зберігається призма Лазандри.
- Нен — відьма. Виглядає старою. Стверджує, що вона не чаклунка, а лише звичайна знахарка. Тим не менш, у неї дуже багата грамотна мова, вона багато читає стародавні рукописи, а на лівій руці носить перстень із величезним рубіном. Оскільки лікує всіх, у тому числі і Нечисть, її мешканці Покинутих земель не чіпають. Вилікувала абата Гая, коли того вкусила гарпія. Показала дорогу до храму. Коробейник розкриває її інкогніто, назвавши її по справжньому імені: «Леді Маргарет». Леді Маргарет опинилася в Покинутих землях, розшукуючи свою зниклу дочку Марджері.